# Villa d'Adige
Villa d'Adige (Viła d'Adexe in veneto) è una frazione del comune di Badia Polesine, nella provincia di Rovigo, in Veneto.

## Storia
Il territorio nella quale è inserita Villa d'Adige, durante l'Età del Bronzo, era essenzialmente coperto da foreste e paludi, mentre presso i corsi d'acqua sorgevano villaggi di palafitte. Attorno ad essi, campi di cerealie di lino, colture di fagioli e di viti, e infine pascoli nelle zone più prossime alla foresta. Dopo ciò Villa d'Adige conobbe la conquista romana e la progressiva integrazione amministrativa e socio-economica nello stato romano, tra il III e il II secolo a.C. Nell'autunno del 589 avvenne la Rotta della Cucca, che sconvolse l'aspetto idrogeologico del territorio. Durante questo periodo la zona era dominata dai Longobardi. Tra i fiumi Adige e Tartaro, alla fine del X secolo, estese la sua giurisdizione l'Abbazia della Vangadizza di Badia, monastero benedettino-camaldolese che per secoli ebbe una forte influenza sul territorio. Essendo territorio di confine tra gli Scaligeri, Carraresi ed Estensi, l'11 marzo 1387 nel letto dell'Adige, tra Villabona e Castagnaro, venne combattuta una cruenta guerra tra Verona e Padova. Nel 1405 comincia la dominazione veneziana che apporta sostanziali innovazioni dal punto di vista politico. Nel 1420 Vila Bona fu smembrata da Castagnaro, a cui apparteneva.

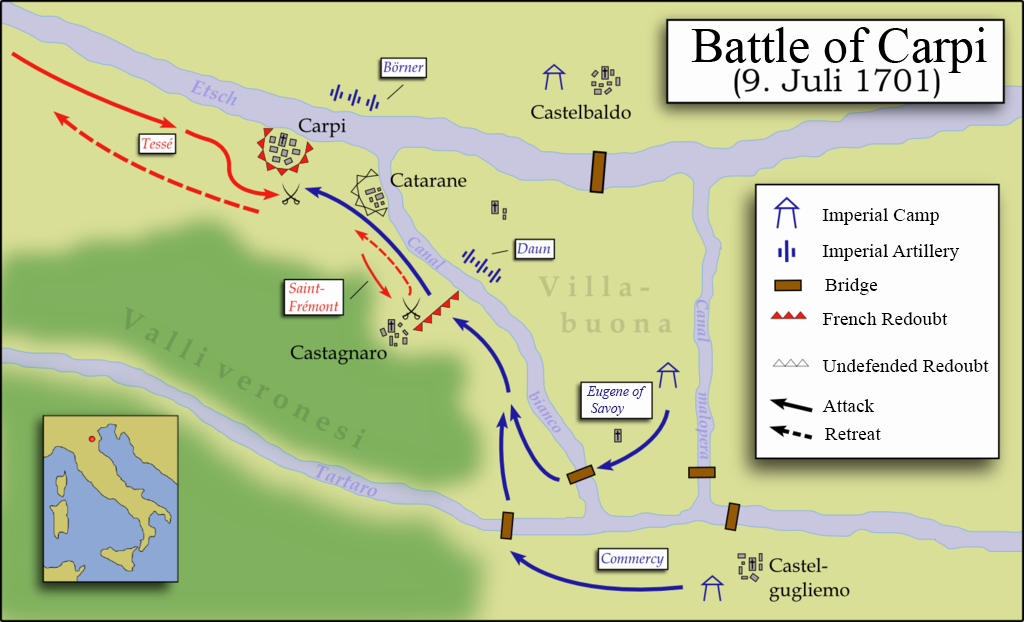
Posizione di Vila Buona nella battaglia di Carpi

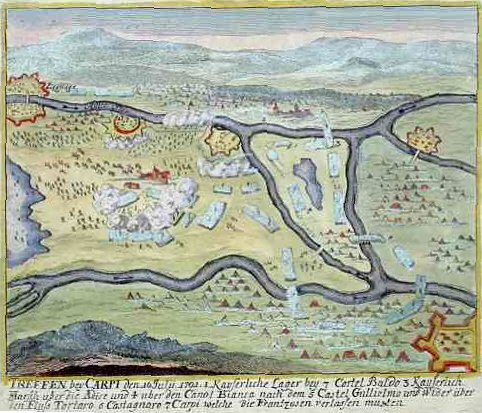
.

Dal 1462 al 1466 fu costituita parrocchia indipendente ad opera della famiglia fiorentina degli Strozzi, e dedicata alla natività della Vergine Maria. Nel 1554 avvenne la prima seminagione di granoturco, proveniente dalle Americhe. Nel 1556 agli Strozzi subentrarono i Mocenigo che affermarono il sistema dei tre campi. Il 9 luglio avvenne la Battaglia di Carpi, che fu combattuta anche sul suolo di Vila Buona. Nel 1754 Luigi Mocenigo cedette in proprietà della chiesa parrocchiale le reliquie di San Costanzo, che divenne patrono del paese. Nel 1797 con il Trattato di Campoformio Vilabona passò sotto dominazione austriaca. Nel 1815 passò sotto il Lombardo-Veneto. Nel 1823 a causa di una rotta dell'Adige la chiesa parrocchiale venne distrutta. Nel 1836 partirono i lavori per costruire una nuova chiesa. L'inaugurazione avvenne l'11 ottobre 1840 con il parroco don Daniel Sandrini. Il borgo si chiamava in passato Villabona e modificò il proprio nome in Villa d'Adige nel 1867. Nel 1914 viene edificato il campanile. Durante la prima guerra mondiale morirono 52 villabonesi. Già comune autonomo, venne soppresso a seguito del riordino amministrativo disposto nel 1928. Nel 1932 vennero edificate le scuole elementari "Gherardo Gherardini". Nella seconda guerra mondiale, morirono 20 caduti militari e 7 civili.

## Monumenti e luoghi d'interesse
- Chiesa dedicata alla Natività di Maria[5]: la chiesa, l'unica della provincia di Rovigo a far parte della diocesi di Verona, fu edificata originariamente tra il 1462 e il 1466 con il titolo della Natività di Maria, per volontà del nobile fiorentino Giovanni Francesco Strozza.[6] dopo una devastante alluvione, fu ricostruita quattro secoli dopo tra il 1836 e il 1840, comunemente nominata san Costanzo.[6] Questo nome è comunemente attribuito per le reliquie di San Costanzo martire contenuto nel primo altare laterale a destra entrando in chiesa, che contirene le spoglie di San Costanzo Martire, dei primi Martiri Cristiani Romani. Nel 1915 è stato innalzato il campanile.[6] L'interno è pregevolmente decorato da varie pitture del pittore veronese Gaetano Miolato (1875-1961).[6]

## Società

### Religione
Pur trovandosi in provincia di Rovigo, il paese ha la particolarità di appartenere ecclesiasticamente alla diocesi di Verona. La parrocchia, eretta nel 1553, è intitolata alla Natività di Maria e si estende su un territorio che conta 1 237 abitanti.

## Infrastrutture e trasporti
L'abitato si è sviluppato attorno all'ex strada statale 499 Rodigina (SS 499), ora in parte strada regionale 88 Rodigina (SR 88), arteria stradale che la collega ad est a Badia Polesine, e proseguendo a Rovigo, e a ovest a Castagnaro, e proseguendo a Legnago, e che ne lambisce la parte meridionale. La vicinanza alla strada statale 434 Transpolesana (SS 434), arteria a grande scorrimento a doppia corsia, ha limitato il traffico agli spostamenti in ambito locale.
Era inoltre presente una stazione ferroviaria, ora dismessa, sulla linea della ferrovia Verona-Rovigo.

## Manifestazioni
- Sagra di San Costanzo, festa del copatrono San Costanzo (30 Giugno-SS Martiri romani), festa risalente all'arrivo delle reliquie nel XVIII secolo, triduo e solenne processione, arricchita da stand gastronomico, musica, ballo e molto altro
- Sacra rappresentazione della Natività di Nostro Signore Gesù Cristo, che viene proposta sia a Natale che all'Epifania, risale agli anni '90
- Sacra Rappresentazione della Via Dolorosa, Venerdì Santo, durante Via Crucis con la comunità parrocchiale di Menà
- Processione della Natività di Maria, patrona della comunità, con Pellegrinaggio delle parrocchie dell'Unità Pastorale (VillaBartolomea, Carpi, Spinimbecco, Menà, Castagnaro, Villa d'Adige) che procede da VillaBartolomea a Villa d'Adige lungo l'argine dell'Adige
- Festa Regionale della Polenta: ogni anno, dall'11 al 25 settembre[8] (dal 2019 la manifestazione è stata sospesa[9])